# Sermyloides lii
Sermyloides lii is een keversoort uit de familie bladkevers (Chrysomelidae). De wetenschappelijke naam van de soort werd in 2002 gepubliceerd door Yang & Li in Li & Jin.